# پوستولوپرتی
پوستولوپرتی (به چکی: Postoloprty) یک منطقهٔ مسکونی در جمهوری چک است که در ناحیه لوونی واقع شده‌است. پوستولوپرتی ۵٬۱۶۲ نفر جمعیت دارد.